# Alain Roussel
Pour les articles homonymes, voir Roussel.
Alain Roussel, né le 23 mars 1948 à Boulogne-sur-Mer, est un écrivain et poète français.
Il s'est intéressé très tôt à l'ésotérisme sous tous ses aspects, lisant pêle-mêle Fabre d'Olivet, Louis-Claude de Saint-Martin, Swedenborg, Éliphas Lévi, Denys l'Aréopagite, Fulcanelli, René Guénon et les grands textes orientaux (bouddhisme tch'an, soufisme, hindouisme, taoïsme). Il a découvert la poésie, en vers et en prose, vers l'âge de dix-sept ans, devenant au fil du temps un lecteur insatiable de Rimbaud, Baudelaire, Lautréamont, Breton, Artaud, Daumal, Leiris, Michaux, Paz, Duprey, de Chazal, Pessoa, Juarroz, Munier, Bonnefoy.
Cet auteur s'inscrit dans une double démarche. D'une part, il écrit des proses poétiques resserrées, à la limite du silence, essayant de dire en quelques mots la présence, l'absence, l'attente, rôdant autour de l'innommable, de l'indicible (ces livres sont publiés chez Lettres Vives et aux éditions Cadex),. D'autre part, il écrit des récits où il peut donner libre cours à son imagination, à son humour, à son insolence, sans perdre la quête du sens qui est essentielle à toute sa démarche. En témoigne son recueil de nouvelles Que la ténèbre soit !(Éditions La Clef d’Argent) et deux romans  : "Le Labyrinthe du Singe" et "Chemin des Équinoxes", publiés chez Apogée.
Par ailleurs, il a publié en 2008 un essai sur les mots, à partir de la cabale phonétique et d'une interprétation très personnelle de la forme des lettres, La Vie privée des mots, réédité dans une version augmentée sous le titre La Vie secrète des mots et des choses en 2019, aux Éditions Maurice Nadeau.
En 2022, Alain Roussel publie aux Éditions Les Lieux-Dits un court récit, Arachné.
Il publie en mai 2023 aux Éditions Arfuyen Le Texte impossible, version remaniée et augmentée de nouveaux textes d’un tapuscrit diffusé très sommairement par ronéo auprès d’une cinquantaine de poètes et d’écrivains en 1975, avec des réponses chaleureuses de nombreux surréalistes (José Pierre, Gherasim Luca, Vincent Bounoure, plus tard Jacques Abeille, Joyce Mansour, Jean-Michel Goutier…), mais aussi Roland Barthes, René Nelli, Henri Chopin (la poésie sonore), et d’autres encore.

## Publications
- Le Poème après le naufrage, P.-J. Oswald, 1977
- Rétropoèmes, Inactualité de l'orage, 1978
- Les Aventures d'Aluminium, Inactualité de l'orage, 1979
- Le Texte impossible, Inactualité de l'orage, 1980
- Le Temps d'un train, P. Vandrepote, 1983
- La Lettre au petit homme noir, Plasma, 1984
- Rite pour l'aurore, Tournefeuille, 1989; rééd. Lettres vives, 1998
- La Légende anonyme, Lettres vives, 1990
- Il y aura toujours des gardiens de phare, Poiein, 1992
- Fragments d'identité, Lettres vives, 1995
- L'Ordinaire, la Métaphysique, Cadex, 1996
- La Poignée de porte, Cadex, 1999
- Somnifère d'indien, Wigwam, 1999
- Sans commentaire (avec Christian Hibon), La Clef d'Argent, 2000
- L'Œil du double, Lettres vives, 2001
- Ils, Cadex, 2003
- La Voix de personne, Lettres vives, 2006
- Le Récit d'Aliéna, Lettres vives, 2007
- La Vie privée des mots, La Différence, 2008
- Que la ténèbre soit !, La Clef d'Argent, 2010
- Le gardien des voyages, Pièces à conviction, 2010
- Chemin des équinoxes, Éditions Apogée, 2012
- Petit manuel de savoir-vivre en une seule leçon, Le Cadran ligné, 2012
- Ainsi vais-je par le dédale des jours, Éditions Les Lieux-dits, 2013
- Le Labyrinthe du Singe, Éditions Apogée, 2014
- Le Boudoir de la langue, illustrations de Georges-Henri Morin, Pierre Mainard, 2015
- Un soupçon de présence, Le Cadran ligné, 2015
- Le livre des évidences, avec des encres de Georges-Henri Morin, éditions des Deux Corps, 2016
- La Phrase errante, Le Réalgar Editions, 2017
- La Vie secrète des mots et des choses, Maurice Nadeau, 2019
- Avec Christian Hibon, Sans commentaire, éditions Pierre Mainard, 2021
- Arachné, avec un dessin de Marie Alloy, Éditions Les Lieux-Dits (collection Le Loup bleu), 2022
- Le texte impossible, suivi de Le vent effacera mes traces, Éditions Arfuyen,2023